# Okresní soud v Havlíčkově Brodě
Okresní soud v Havlíčkově Brodě je okresní soud se sídlem v Havlíčkově Brodě, jehož odvolacím soudem je Krajský soud v Hradci Králové. Soud se nachází ve starší budově na Husově ulici a rozhoduje jako soud prvního stupně v trestních a civilních věcech, ledaže jde o specializovanou agendu (nejzávažnější trestné činy, insolvenční řízení, spory ve věcech obchodních korporací, hospodářské soutěže, duševního vlastnictví apod.), která je svěřena krajskému soudu.

## Soudní obvod
Obvod Okresního soudu v Havlíčkově Brodě se shoduje s okresem Havlíčkův Brod, patří do něj tedy území těchto obcí:
Bačkov •
Bartoušov •
Bělá •
Bezděkov •
Bojiště •
Boňkov •
Borek •
Břevnice •
Čachotín •
Čečkovice •
Česká Bělá •
Číhošť •
Dlouhá Ves •
Dolní Krupá •
Dolní Město •
Dolní Sokolovec •
Druhanov •
Golčův Jeníkov •
Habry •
Havlíčkova Borová •
Havlíčkův Brod •
Herálec •
Heřmanice •
Hněvkovice •
Horní Krupá •
Horní Paseka •
Hradec •
Hurtova Lhota •
Chotěboř •
Chrtníč •
Chřenovice •
Jedlá •
Jeřišno •
Jilem •
Jitkov •
Kámen •
Kamenná Lhota •
Klokočov •
Knyk •
Kochánov •
Kojetín •
Kouty •
Kozlov •
Kožlí •
Kraborovice •
Krásná Hora •
Krátká Ves •
Krucemburk •
Kunemil •
Květinov •
Kyjov •
Kynice •
Lány •
Ledeč nad Sázavou •
Leškovice •
Leština u Světlé •
Libice nad Doubravou •
Lípa •
Lipnice nad Sázavou •
Lučice •
Malčín •
Maleč •
Michalovice •
Modlíkov •
Nejepín •
Nová Ves u Chotěboře •
Nová Ves u Leštiny •
Nová Ves u Světlé •
Okrouhlice •
Okrouhlička •
Olešenka •
Olešná •
Ostrov •
Oudoleň •
Ovesná Lhota •
Pavlov •
Podmoklany •
Podmoky •
Pohled •
Pohleď •
Prosíčka •
Přibyslav •
Příseka •
Radostín •
Rozsochatec •
Rušinov •
Rybníček •
Sázavka •
Sedletín •
Skorkov •
Skryje •
Skuhrov •
Slavětín •
Slavíkov •
Slavníč •
Sloupno •
Služátky •
Sobíňov •
Stříbrné Hory •
Světlá nad Sázavou •
Šlapanov •
Štoky •
Tis •
Trpišovice •
Uhelná Příbram •
Úhořilka •
Úsobí •
Vepříkov •
Veselý Žďár •
Věž •
Věžnice •
Vilémov •
Vilémovice •
Víska •
Vlkanov •
Vysoká •
Zvěstovice •
Ždírec •
Ždírec nad Doubravou •
Žižkovo Pole